# 北海道札幌篠路高等学校
北海道札幌篠路高等学校（ほっかいどう さっぽろしのろこうとうがっこう、Hokkaido Sapporo Shinoro High School）は、北海道札幌市北区篠路町篠路372-67にあった公立（道立）の高等学校。
道内の公立高校ではトップクラスといっていいほど部活動が盛んで生徒の入部率は70％を超え、空手道部などは全国大会にも出場していた。また伝統の一つとして「篠高体操」という体操があり、動作が異なる男子と女子が組み合わさることで、ひとつのフォルムを形作る。
北海道教育委員会の高校配置計画により平成25年度（2013年度）、篠路高校を母体として北海道札幌拓北高等学校を統合し、北海道札幌英藍高等学校となった。

## 沿革
1985年10月1日
北海道石狩地区高等学校の開設準備室を北海道石狩高等学校内に設置。
1985年11月26日
北海道教育委員会「公立高校適正配置計画」を決定。「全日制普通科10間口（450人）」となる。
1985年12月9日
校名を「北海道札幌篠路高等学校」に決定する。
1985年12月21日
北海道議会にて「北海道立学校設置条例の一部を改正する条例」が議決され、翌年4月1日に開校が決定。
1986年3月6日
入学者選抜学力検査を石狩高等学校で実施、同年3月17日合格者450名を発表。
1986年4月9日
開校式、第一回入学式挙行。
1986年10月1日
校歌を制定する。
1986年11月8日
校舎落成記念式挙行。
1989年3月10日
第一回卒業式挙行。
2013年3月23日
閉校式を挙行。

## 象徴
校章は、明治期にこの地の産業として藍の栽培が行われており、先人の業績にちなんで藍の葉と茎をデザイン化した物である。
スクールカラーは濃藍色。

## 著名な出身者
- 石井謙伍（サッカー選手）
- 上杉周大（THE TON-UP MOTORS、歌手）
- 遠藤雅（俳優）
- キャプテン★ザコ（お笑い芸人）
- 干場かなえ（歌手）
- 渡邉孝男（元プロ野球選手）